# Prosthoporus terani
Prosthoporus terani är en stekelart som beskrevs av Porter 1977. Prosthoporus terani ingår i släktet Prosthoporus och familjen brokparasitsteklar. Inga underarter finns listade i Catalogue of Life.